# Jean Paulista
Jean Francisco Rodrigues "Jean Paulista" (nacido el 28 de noviembre de 1976 en Sertãozinho, Brasil) es un exfutbolista chipriota, que jugaba como centrocampista ofensivo y delantero. Él es un jugador particularmente atlético con buena velocidad y técnica. Hizo su debut internacional con el APOEL FC en la 1a ronda de clasificatoria de la Copa de la UEFA 2008-09 y en su tercer juego con su nuevo equipo obtuvo una lesión durante el partido contra la Estrella Roja de Belgrado para la ronda de clasificación de la UEFA CUP 2008-09 en agosto de 2008, una lesión que le mantuvo fuera de juego durante casi un año. 
Se las arregló para jugar tres partidos oficiales en la Champions 2009/2010 del Grupo D con el APOEL y anotó su primer gol en el Campeonato de Chipre el 10 de enero de 2010. Con sus apariciones, después de su regreso desde la grave lesión que tuvo el año anterior, él está mostrando sus habilidades de fútbol de clase mundial y convertirse en uno de los jugadores favoritos de los fanes del AEK Larnaka.

## Selección
Desde 2008 fue jugador de la Selección de fútbol de Chipre, pero debido a unas lesiones solo ha jugado 40 partidos, marcando 11 goles

## Clubes
| Club                   | País       | Año         | Juego(goles) |
| ---------------------- | ---------- | ----------- | ------------ |
| Corinthians            | Brasil     | 1996        |              |
| Taubaté                | Brasil     | 1997-1998   |              |
| SC Farense             | Portugal   | 1998-2001   | 43 (3)       |
| → SC Braga(préstamo)   | Portugal   | 1999        | 6 (0)        |
| → C.D. Aves (préstamo) | Portugal   | 2000        | 8 (2)        |
| → Imortal (préstamo)   | Portugal   | 2000-2001   | 11 (1)       |
| Vitória FC             | Portugal   | 2001 - 2003 | 34 (0)       |
| C.D. Aves              | Portugal   | 2003-2004   | 32 (7)       |
| Everton FC             | Inglaterra | 2004 2005   | 30 (6)       |
| Wisla Krakow           | Polonia    | 2005 2008   | 69 (12)      |
| APOEL FC               | Chipre     | 2008 2010   | 18 (2)       |
| AEK Larnaca            | Chipre     | 2010 - 2011 | 8 (1)        |
| Polonia Bytom          | Polonia    | 2011-2012   | 21 (4)       |
| LZS Piotrówka          | Polonia    | 2011-2012   | 5(0)         |
| Skra Częstochowa       | Polonia    | 2012        | 11 (1)       |
| Polonia Bytom          | Polonia    | 2013-2014   | 11 (0)       |